# Trang phục đường phố
Trang phục đường phố (tiếng Anh: streetwear) là một dạng thường phục dần trở nên phổ biến toàn cầu kể từ thập niên 1990. Nó phát triển từ văn hóa lướt ván ở California (Mỹ) và sau đó là thời trang hip hop New York nhằm bao trùm các yếu tố của đồ thể thao, phong cách punk và thời trang đường phố Nhật Bản. Sau đó thì thời trang may đo cao cấp cũng góp phần ảnh hưởng.